# Zyzzyx Road
Zyzzyx Road è un film del 2006 diretto da John Penney.

## Trama
Grant è un ragioniere con un cattivo matrimonio e una figlia che ama. Quando va a Las Vegas per offrire i suoi servizi contabili, incontra la seducente Marissa, con la quale intraprende una relazione di una settimana fino all'arrivo dell'ex fidanzato di quest'ultima, Joey. Egli cerca di assassinare i due amanti, ma è Grant ad ucciderlo. Grant e Marissa trasportano il corpo di Joey a Zyzzyx Road e Grant lo seppellisce nel deserto. La mattina seguente, il corpo è scomparso e qualcosa sta cercando di uccidere Grant e Marissa.

## Produzione

### Riprese
Il film è stato girato interamente nel deserto del Mojave.

## Accoglienza

### Incassi
La pellicola, costata all'incirca 1,2 milioni di dollari, è stata proiettata una volta al giorno per sei giorni all'Highland Park Village Theater di Dallas (Texas), affittato dai produttori per 1000 dollari. La distribuzione limitata è stata deliberata: Grillo non era interessato a distribuire il film a livello nazionale fino alla sua distribuzione estera, non adempiendo così all'obbligo di lancio negli Stati Uniti richiesto dalla Screen Actors Guild per i film a basso budget.
A causa di questa strategia, il film ha incassato appena 30 dollari, divenendo all'epoca il film con il più basso incasso di tutti i tempi. Il record di questo film è stato battuto nel 2011 dal film indipendente The Worst Movie Ever!, che con un unico spettatore è riuscito a incassare solamente 11 dollari all'uscita. Se però teniamo conto del fatto che quest'ultimo è un b-movie deliberatamente demenziale, girato con un budget di soli 1000 $ da una troupe ed un cast di attori non professionisti, le perdite economiche di Zyzzyx Road appaiono decisamente più gravi. Inoltre The Worst Movie Ever! riuscì comunque successivamente a guadagnare ulteriori soldi con successive uscite al cinema, mantenendo dunque solo il record come peggior guadagno realizzato durante il primo giorno d'uscita ma non quello complessivo.